# Lamine Diabaté
 (avril 2017).
Si vous disposez d'ouvrages ou d'articles de référence ou si vous connaissez des sites web de qualité traitant du thème abordé ici, merci de compléter l'article en donnant les références utiles à sa vérifiabilité et en les liant à la section « Notes et références ».
Lamine Diabaté (1er janvier 1927 - 10 novembre 2007) est un homme politique ivoirien.

## Biographie
Il a été directeur national de la Banque centrale des États de l'Afrique de l'Ouest.
Ministre de l’économie et des Finances sous Houphouët-Boigny, il fut membre du Conseil économique et social. Il est l'une des douze personne à avoir rédigé la Constitution ivoirienne[Laquelle ?][réf. nécessaire].
Il fut marié à Henriette Diabaté, une femme politique de Côte d'Ivoire, ils ont cinq enfants, dont Issa Diabaté.

## Prix et récompenses
Il a été fait grand officier de l’Ordre national ivoirien, et grand-croix du Mérite ivoirien en 2007.